# 西埃爾伍德 (印第安納州)
西埃爾伍德（英語：West Elwood）是位於美國印第安納州麥迪遜縣的一個非建制地區。該地的面積和人口皆未知。